# Elvis Rexhbeçaj
Elvis Rexhbeçaj (Gjonaj, Prizren, Yugoslavia, 1 de noviembre de 1997) es un futbolista alemán de ascendencia albanokosovar. Juega de centrocampista y su equipo es el F. C. Augsburgo de la Bundesliga alemana.

## Trayectoria
El 20 de agosto de 2017 firmó su primer contrato profesional con el VfL Wolfsburgo de la Bundesliga. Debutó profesionalmente el 28 de enero de 2018 en la victoria por 1-0 de visita sobre el Hannover 96.
En enero de 2020 fue enviado a préstamo al F. C. Colonia hasta junio de 2021, cesión que incluía una opción de compra del jugador. Esta no fue ejecutada y el 2 de agosto de 2021 fue el VfL Bochum quien logró su cesión.
Tras este segundo préstamo abandonó definitivamente Wolfsburgo y se marchó al F. C. Augsburgo, equipo con el que firmó por cuatro años, hasta 2026.

## Selección nacional
El 6 de septiembre de 2024 hizo su debut con la selección de Kosovo en un encuentro de la Liga de Naciones de la UEFA frente a Rumania que perdieron por cero a tres.

## Estadísticas
Actualizado al último partido disputado el 17 de mayo de 2025.
| Club                                                                                      | Div.          | Temporada     | Liga  | Liga  | Copas nacionales(1) | Copas nacionales(1) | Copas internacionales(2) | Copas internacionales(2) | Total | Total |
| Club                                                                                      | Div.          | Temporada     | Part. | Goles | Part.               | Goles               | Part.                    | Goles                    | Part. | Goles |
| ----------------------------------------------------------------------------------------- | ------------- | ------------- | ----- | ----- | ------------------- | ------------------- | ------------------------ | ------------------------ | ----- | ----- |
| VfL Wolfsburgo II · Alemania                                                              | 4.ª           | 2016-17       | 17    | 1     | —                   | —                   | —                        | —                        | 17    | 1     |
| VfL Wolfsburgo II · Alemania                                                              | 4.ª           | 2017-18       | 24    | 9     | —                   | —                   | —                        | —                        | 24    | 9     |
| VfL Wolfsburgo II · Alemania                                                              | 4.ª           | 2018-19       | 3     | 1     | —                   | —                   | —                        | —                        | 3     | 1     |
| VfL Wolfsburgo II · Alemania                                                              | 4.ª           | 2019-20       | 3     | 1     | —                   | —                   | —                        | —                        | 3     | 1     |
| VfL Wolfsburgo II · Alemania                                                              | Total club    | Total club    | 47    | 12    | 0                   | 0                   | 0                        | 0                        | 47    | 12    |
| VfL Wolfsburgo · Alemania                                                                 | 1.ª           | 2017-18       | 4     | 0     | 0                   | 0                   | —                        | —                        | 4     | 0     |
| VfL Wolfsburgo · Alemania                                                                 | 1.ª           | 2018-19       | 24    | 2     | 2                   | 0                   | —                        | —                        | 26    | 2     |
| VfL Wolfsburgo · Alemania                                                                 | 1.ª           | 2019-20       | 0     | 0     | 1                   | 0                   | 1                        | 0                        | 2     | 0     |
| VfL Wolfsburgo · Alemania                                                                 | Total club    | Total club    | 28    | 2     | 3                   | 0                   | 1                        | 0                        | 32    | 2     |
| F. C. Colonia · Alemania                                                                  | 1.ª           | 2019-20       | 13    | 0     | —                   | —                   | —                        | —                        | 13    | 0     |
| F. C. Colonia · Alemania                                                                  | 1.ª           | 2020-21       | 30    | 5     | 3                   | 2                   | —                        | —                        | 33    | 7     |
| F. C. Colonia · Alemania                                                                  | Total club    | Total club    | 43    | 5     | 3                   | 2                   | 0                        | 0                        | 46    | 7     |
| VfL Bochum · Alemania                                                                     | 1.ª           | 2021-22       | 32    | 0     | 4                   | 0                   | —                        | —                        | 36    | 0     |
| VfL Bochum · Alemania                                                                     | Total club    | Total club    | 32    | 0     | 4                   | 0                   | 0                        | 0                        | 36    | 0     |
| F. C. Augsburgo · Alemania                                                                | 1.ª           | 2022-23       | 31    | 0     | 2                   | 0                   | —                        | —                        | 33    | 0     |
| F. C. Augsburgo · Alemania                                                                | 1.ª           | 2023-24       | 25    | 2     | 1                   | 0                   | —                        | —                        | 26    | 2     |
| F. C. Augsburgo · Alemania                                                                | 1.ª           | 2024-25       | 27    | 1     | 4                   | 1                   | —                        | —                        | 31    | 2     |
| F. C. Augsburgo · Alemania                                                                | Total club    | Total club    | 83    | 3     | 7                   | 1                   | 0                        | 0                        | 90    | 4     |
| Total carrera                                                                             | Total carrera | Total carrera | 233   | 22    | 17                  | 3                   | 1                        | 0                        | 251   | 25    |
| (1) Incluye datos de la Copa de Alemania. (2) Incluye datos de la Liga Europa de la UEFA. |               |               |       |       |                     |                     |                          |                          |       |       |

## Vida personal
Rexhbeçaj nació en Gjonaj, actual Kosovo, y es descendiente kosovo-albanés.